# Paula Ribas
Ilídia Dias Ribas (Faro, 23 de fevereiro de 1942 – Cascais, 7 de novembro de 2023), mais conhecida pelo seu nome artístico Paula Ribas, foi uma cantora portuguesa, apelidada como a "rainha do Twist".

## Percurso
Os pais de Ilídia Dias Ribas (o seu verdadeiro nome) viviam em Lisboa mas fizeram questão que a sua filha nascesse em Faro. Era filha única e a sua tia Maria Virgínia era uma grande atriz de teatro.
Estudou no liceu Maria Amália e fez os 3 primeiros anos de piano e solfejo ingressando no Conservatório Nacional de Música, onde tirou os Cursos Superiores de Piano, com o professor Campos Coelho, e de Canto, com a professora Marieta Amstad.
Seduzida pelo compositor Carlos Nóbrega e Sousa, substitui os seus estudos de música clássica pelo mundo da música ligeira. Com 17 anos pede o apoio do Maestro na preparação para o concurso da Emissora Nacional. Em 1952 tem a sua estreia, atuando no programa "Ouvindo as Estrelas", ao lado de nomes como Luís Piçarra e Margarida Amaral. Após o casamento abandona a vida artística que retomará três anos mais tarde.
Faz várias digressões pelo estrangeiro, nomeadamente, Europa, Médio Oriente, Estados Unidos e Canadá, onde actua para as colónias portuguesas.
Nos inícios dos anos 60, apostando num repertório de inéditos da dupla Eduardo Damas e Manuel Paião destacando-se os temas "Isto é Lisboa", "Ai Algarve" e "É Assim A Madeira". Em 1965 estava na editora Alvorada.
Pioneira em Portugal, como intérprete das versões dos grandes sucessos internacionais, adaptados por António José Lampreia é aclamada a "Raínha do Twist" com temas, como "Vamos Dançar o Twist".
No teatro foi a atração principal na revista "E Viva o Velho" (1966) contracenando com António Mourão, Camilo de Oliveira, Io Appolloni, Luísa Durão e Costinha. Desta revista sai um dos seus êxitos “Maria Lisboa”, de Eduardo Damas e Manuel Paião. Na revista "Ri-te, Ri-te" destacou-se com a canção “Quatro Estações”, do Maestro José Mesquita.
É em Angola que conhece Luís N'Gambi, que tocava no conjunto Os Rocks) com os dois irmãos e com Eduardo Nascimento.
No cinema foi protagonista ao lado de António Calvário, do filme "O Amor Desceu de Paraquedas", em 1968, de onde nasce outro sucesso “O Meu Barquinho”. Gravou o filme "Férias em Portugal" ao lado de Dalida, Alberto Cortez e António Calvário que nunca foi exibido em público.
Grava discos em Barcelona para a Belter. Grava inéditos de autores espanhóis e representa esta editora nos festivais de canção como Benidorm, Málaga, Las Palmas, Ourense, entre outros.
Viaja até a São Paulo, Brasil, onde, durante 2 meses foi a atração do programa televisivo "Caravela da Saudade". 
Nesta altura, tinha já mais de 20 discos gravados e tinha atuado em 17 países, cantando em várias linguas (inglês, francês, português, italiano e espanhol). O seu repertório incluía do "Hino ao Amor" a versões da dupla Bacharach/David.
Em 1970 participou no FIC - Festival Internacional da Canção com a "Canção da Paz Para Todos Nós" de Jorge Costa Pinto e Francisco Nicholson. No Brasil grava um LP com temas como "My Funny Valentine", "Noites de Califórnia", "Adeus Lisboa", "Felizes Seremos", "Everybody's Talking" e "My Man". Regressa a Portugal em 5 de Novembro de 1971.
Estabeleceu-se definitivamente no Brasil, em 1972, com Luis N'Gambi e a sua mãe. Fixa-se em São Paulo onde foi contratada pelo restaurante "Abril em Portugal".
Em 1974 grava, para a editora Discos Marcus Pereira, o LP "Fados Brasileiros" (com composições e poemas de Vinicius de Moraes, Cecília Meireles, Marcos Calazans, Chico Buarque, Chico Alves, Carlos Pena Filho, Caco Velho, Dorival Caymmi e Caetano Veloso.
Pela mesma editora foi editado, ainda nesse ano, o disco "Portugal Hoje", feito em colaboração de Luis N’Gambi, composto apenas por versões de temas de José Afonso.
É contratada para cabeça de cartaz do musical "Brasil em Três Tempos" e que esteve durante 18 meses em cena no Hotel Nacional Rio. Percorre o Brasil com o espetáculo "Navegar É Preciso" e que deu origem ao álbum homónimo.
Em 1981 gravou o disco "Tudo Isto É Fado". Com Luis N'Gambi lança o disco "Navegar é preciso". Ainda no Brasil, gravam um disco antológico "ANGOLA – Folclore e Canções Tradicionais", onde é mostrada toda a afinidade entre o Samba e o Semba de Angola.
Regressam a Portugal em 1989.
"Eu e Você", versão do tema de Elisa na telenovela Tieta, da autoria de Renato Barros e Vadinho, foi editado em single pelo duo Paula Ribas e Luís N'Gambi. No lado B do disco aparece "Felizes Seremos", adaptação portuguesa da música "Happy Together", do conjunto The Turtles.
Com a Discossete gravam dois álbum com sucessos como "Amar Você", "Eu e Você" e "Chuvas de Verão".
Recentemente, têm sido feitas várias homenagens a Paula Ribas e Luís N'Gambi, destacando-se o jantar de dia 7 de Fevereiro de 2013 no “Restaurante A NINI” em Lisboa, que contou com a presença dos amigos e colegas, António Calvário, Maria José Valério, Anita Guerreiro, Eduardo Nascimento entre outros artistas, numa noite inesquecível. Também foram homenageados pelo Chapitô, em Janeiro de 2015.
Paula Ribas faleceu a 7 de novembro de 2023, aos 81 anos, no Hospital de Cascais, onde se encontrava internada.

## Cinema
- "O Amor Desceu de Pára-quedas" (1968)
- "Férias em Lisboa"
- "Sarilhos de Fraldas" (1967)

## Discografia
(incompleta)
Alvorada e Voz do Dono
- Vê Lá Coração / Manjerico, Manjerico (78 rotações, A Voz do Dono)
- Amor e Chá Chá
- Ao Longe da Vida Ri
- Nasci para cantar
- Bambino
- Lisboa é minha e Tua
- Isto é Lisboa
- Não Quero
- Portuguesinha
- Quem és Tu
- Tão Só (Downtown)
- Poema do Fim
- Dame Felecidad
- Me Lo Dijo Perez / Espero-te Esta Noite / Darei Graças A .. (A Voz do Dono) (com Thilo's Combo)
- Eu Tu e a Lua (EP, AVD)Desde Que Fiquei Sem Ti/Tenho Saudades/Eu Tu E A Lua/Nunca
- Vamos Viver / Por Ti / Tão Só / Não Vos Esquecerei(EP, A Voz do Dono) (com Thilo's Combo)
- Tu-Ru-Ru-Ru / Sim / Mais Tarde Ou Mais Cedo / Se Tu Me Queres Beijar (EP, Alvorada)

Belter
- Todos Gostam De Alguém / Lisboa à Luz Do Sol/Misty / Por Esse Mundo (Belter, 1969)51.949
- Everybody's Talking / My Man (Belter, 1970)
- Pena Verde (Belter, 1970)
- Rosalia / Mi Habitácion

Brasil
- Fados Brasileiros - Discos Marcus Pereira, 1974
- Portugal Hoje" - Discos Marcus Pereira, 1974
- Tudo Isto É Fado (LP, Eldorado/EMI-Odeon, 1981)
- Navegar é Preciso (LP, Ceramica Cordeiro, 1982)
- ANGOLA – Folclore e Canções Tradicionais (LP)

Portugal
- Eu e Você / Felizes Seremos (Single, Discossete)